# Santa Colomba de Curueño
Santa Colomba de Curueño est une commune d'Espagne dans la province de León, communauté autonome de Castille-et-León. Elle s'étend sur 91,95 km2 et comptait 547 habitants en 2015.